# Myxobolus episquamalis
Myxobolus episquamalis is een microscopische parasiet uit de familie Myxobolidae. Myxobolus episquamalis werd in 1990 beschreven door Egusa, Maeno & Sorimachi. 